# Euso muehlenbergi
Euso muehlenbergi es una especie de arañas araneomorfas de la familia Ochyroceratidae, la única conocida de su género.

## Distribución geográfica
Es endémica de Grande Sœur y Petite Sœur (Seychelles).